# John Evelyn

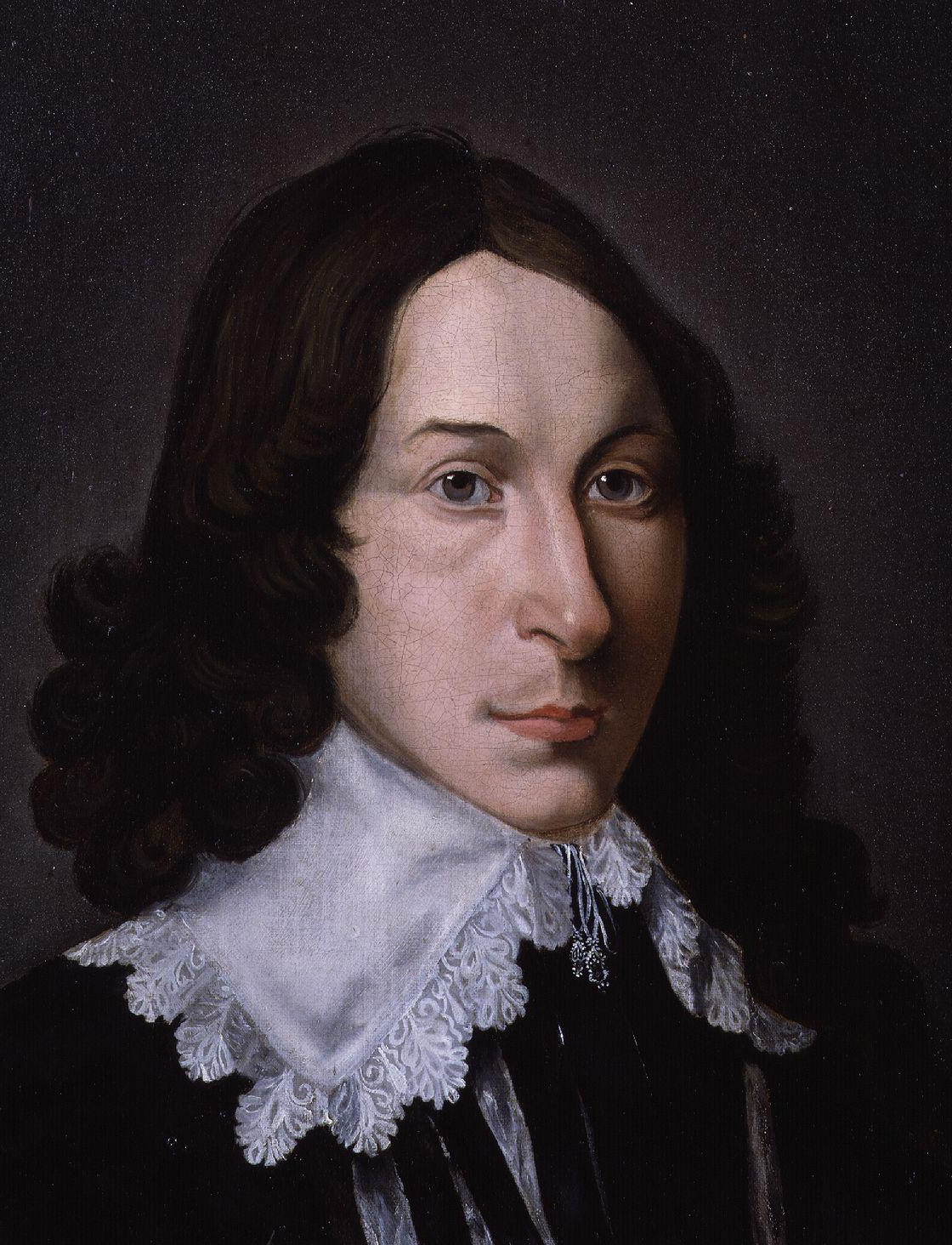
John Evelyn.

John Evelyn (31 oktober 1620 – 27 februari 1706) was een Engels schrijver en dagboekschrijver.
De dagboeken van Evelyn werden in dezelfde periode geschreven als die van de beroemdste dagboekschrijver van zijn tijd, Samuel Pepys. Ze werpen een bijzonder helder licht op belangrijke gebeurtenissen in de kunst en de politiek. Hij beschreef de dood van zowel Karel I als van Oliver Cromwell, de Pestepidemie in Londen, en de Grote brand van Londen in 1666. Evelyn is een van de oprichters van de Royal Society. Evelyn en Pepys correspondeerden veel en ook deze briefwisseling is grotendeels bewaard gebleven.
Evelyn bezocht in 1641 ook Holland. Daarover schreef hij dat "schilderijen hier heel gewoon zijn, en er is amper een gewone handwerksman wiens huis er niet mee is versierd". In de 17e eeuw was het schilderijenbezit buiten de steden echter erg beperkt. Marion Boers (2012) schrijft dat Evelyn "niet al te serieus" genomen moet worden. Volgens haar heeft hij zijn opmerkingen niet uit eigen waarneming. Zij geeft een overzicht welke bevolkingsgroepen een schilderij aan de muur hadden hangen en daar viel echt niet iedereen onder en ook zij stelt dat het schilderijenbezit buiten de steden niet veel voorstelde. Zij meent dat de uitspraken van Evelyn "hoogstwaarschijnlijk" niet een gevolg zijn van eigen waarneming. De Amerikaanse econoom John Michael Montias, die uitgebreid publiceerde over het schilderijenbezit in de 17e eeuw van de Republiek der Zeven Verenigde Nederlanden, vond dat Evelyn - in ieder geval op dit gebied - geen betrouwbare bron was.
- Bibsys: 90234480
- Bibliothèque nationale de France: cb12511070x (data)
- Catàleg d'autoritats de noms i títols de Catalunya: 981058608087606706
- CiNii: DA02804701
- Stuttgart Database of Scientific Illustrators 1450–1950: 12378
- Gemeinsame Normdatei: 118682822
- International Standard Name Identifier: 0000 0001 1027 9533
- Library of Congress Control Number: n50009162
- Nationale Bibliotheek van Letland: 000067453
- Nationale Bibliotheek van Tsjechië: jn20031021005
- Nationale bibliotheek van Australië: 35071879
- Nationale Bibliotheek van Israël: 987007298628505171
- Nationale Bibliotheek van Polen: a0000002215319
- Nationale en Universitaire bibliotheek Zagreb: 000170622
- Nederlandse Thesaurus van Auteursnamen: 068684320
- Réseau des bibliothèques de Suisse occidentale: 02-A003226327
- RKD-Nederlands Instituut voor Kunstgeschiedenis: 26827
- Istituto Centrale per il Catalogo Unico: AQ1V002172
- LIBRIS: 185739
- SNAC: w6dr310p
- Système universitaire de documentation: 034346155
- Trove: 818190
- Union List of Artist Names: 500031758
- Virtual International Authority File: 61653698
- WorldCat: E39PBJvmHvWDcgC4TgJwk4GPwC